# Pierre Baudin
Pour les articles homonymes, voir Baudin.

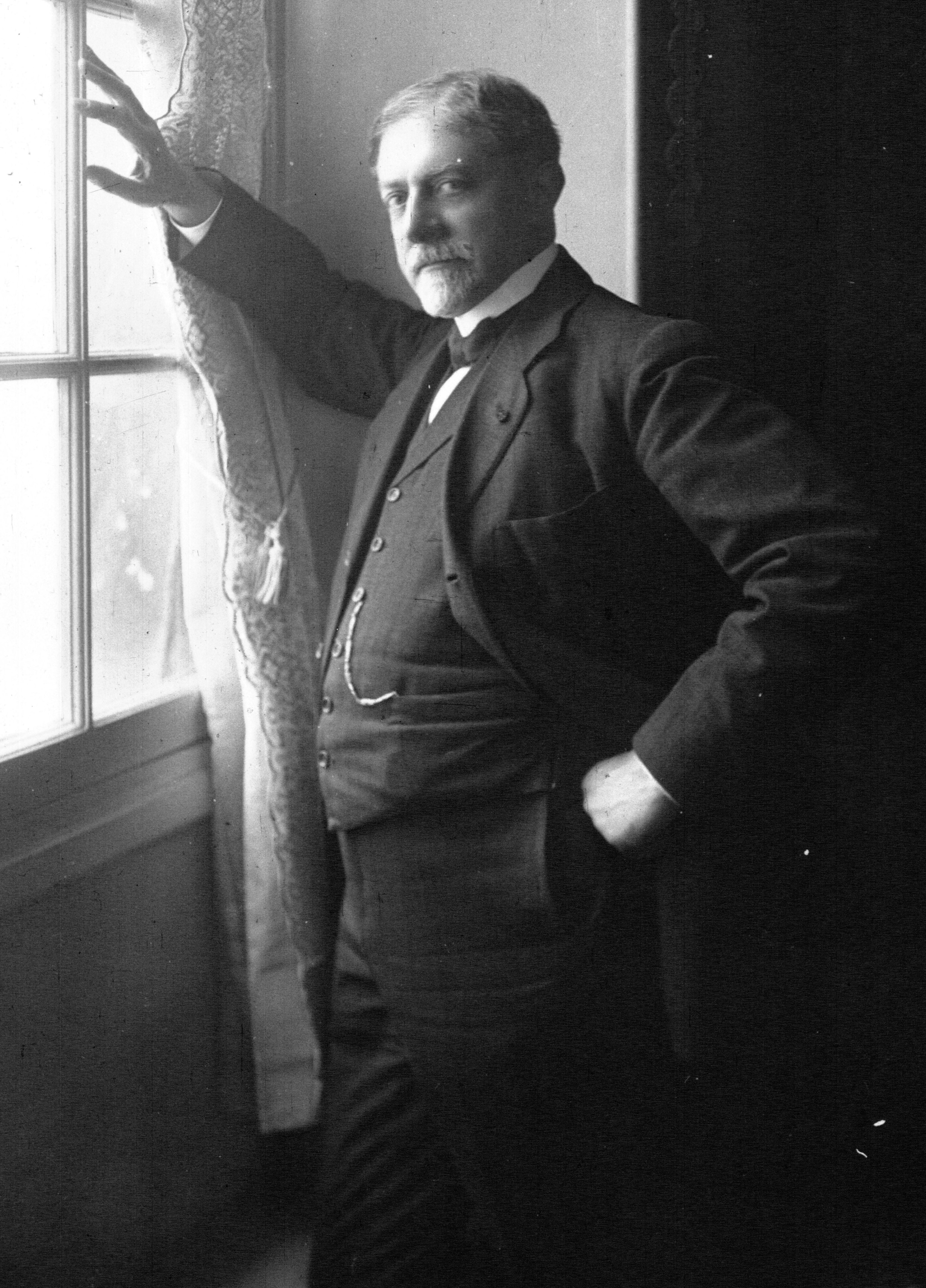
Pierre Baudin, ministre de la Marine (1913)

Pierre Julien Joseph Baudin, né à Nantua (Ain) le 21 août 1863 et mort à Rueil-Malmaison le 31 juillet 1917, est un homme politique français de tendance radicale-socialiste.  

## Biographie
Il est le neveu d'Alphonse Baudin et également le père de Pierrette Baudin devenue par son mariage, la Comtesse de Bérenger Sassenage dernière descendante de cette famille du Dauphiné. 
Après son baccalauréat obtenu à Nantua en 1881, il monte à Paris étudier le droit et devient avocat en 1885. Mais le journalisme et la politique l'attirent davantage. Sa carrière politique commence en 1890 au Conseil municipal de Paris. Parallèlement il collabore à de nombreux journaux à commencer par la Cité en 1890, sa principale contribution journalistique allant au Journal de 1903 à 1909. Il devient en 1905 premier président de l'association des journalistes sportifs. En 1907, il devient membre de la Société des gens de lettres. 
Malade, il décède le 30 juillet 1917. Il est inhumé le 3 août 1917 au cimetière de Montmartre 23e division.

## Mandats et fonctions
- Conseiller, vice-président, président du Conseil municipal de Paris de 1890 à 1898
- Député de la Seine de 1898 à 1902,
- Député de l'Ain de 1902 à 1909,
- Sénateur de l'Ain de 1909 à 1917.

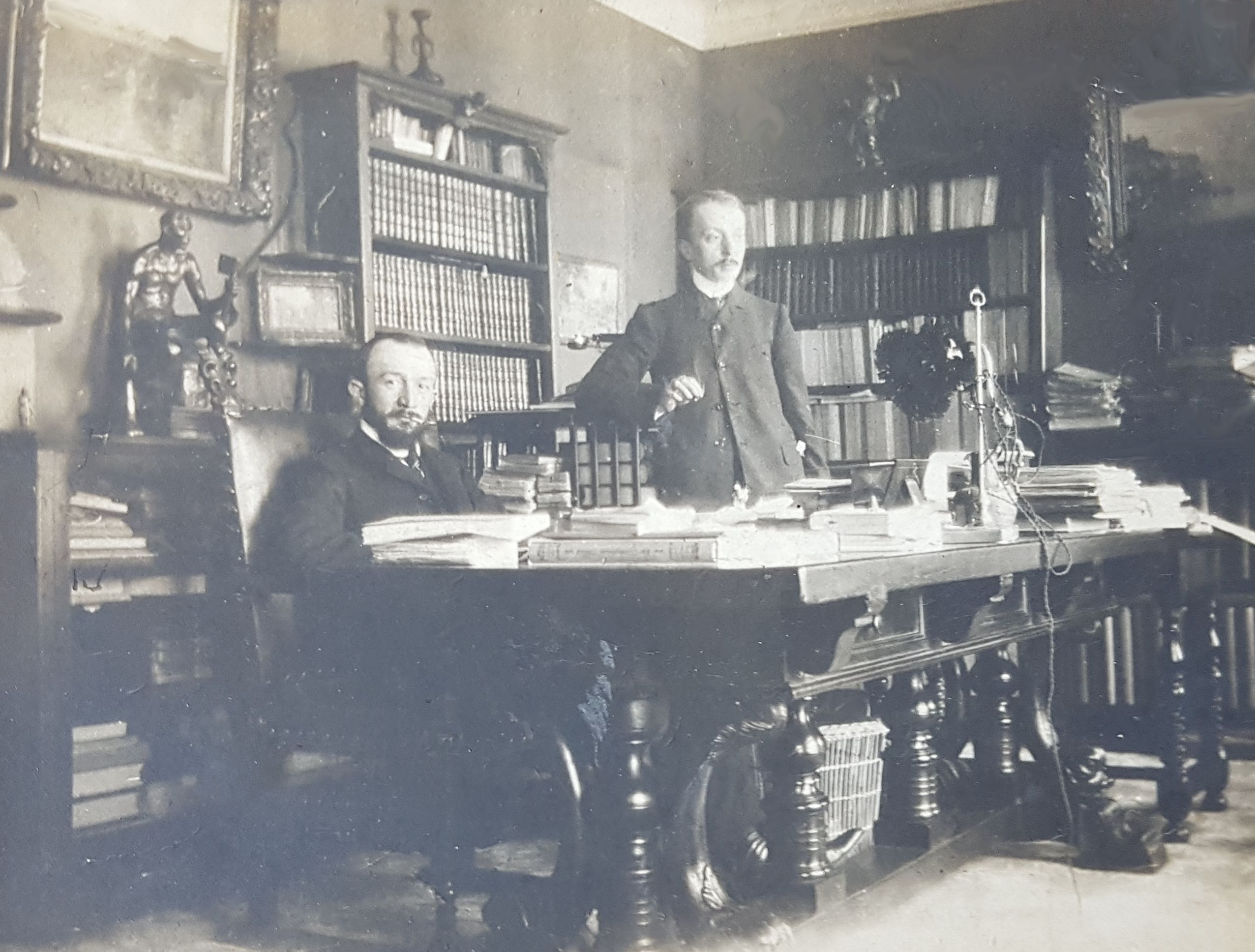

- Ministre des Travaux Publics du 22 juin 1899 au 7 juin 1902 dans le gouvernement Pierre Waldeck-Rousseau,
- Ministre de la Marine du 21 janvier au 9 décembre 1913 dans les gouvernements Aristide Briand (3), Aristide Briand (4) et Louis Barthou.

## Publications

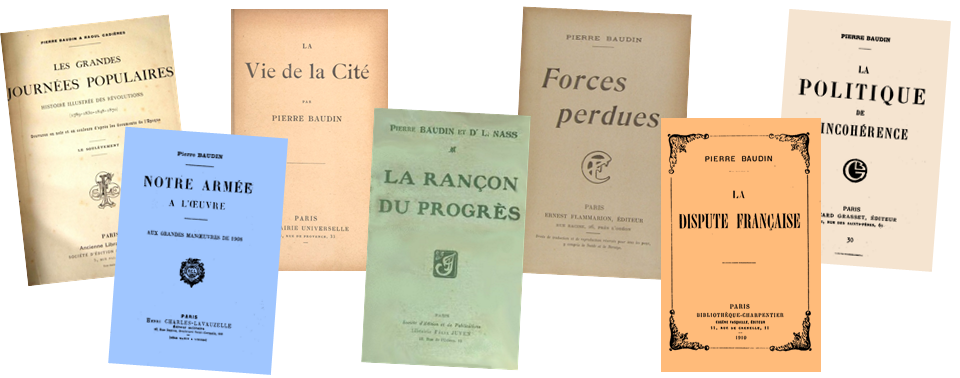

- Les Forces perdues, Paris : E. Flammarion, 1903, in-12, IV-352 p.
- Les Points de vue français, Paris : E. Flammarion, 1906, in-12, III-326 p.
- La Poussée, Paris : E. Flammarion,
- L'Alerte, Paris : R. Chapelot, 1906
- La Vie de la cité, Paris : Librairie universelle, 1908, in-16, 322 p.
- La Politique réaliste à l’extérieur, Fasquelle, 1909.
- Le Budget et le déficit, Paris : E. Cornély, 1910. in-16, 248 p.
- Les Journées du Bourget, Paris : R. Chapelot, 1911, in-8°, 20 p.
- L'Armée moderne et les États-Majors, Paris : R. Chapelot,
- L'Argent de France, Paris : B. Grasset, 1914. in-16, XXXVI-326 p.